# Jablonovský tunel
Jablonovský tunel je železniční tunel mezi Lipovníkem a Jablonovem nad Turňou na trati Zvolen – Košice.

## Historie
Už po vzniku ČSR existovala potřeba propojení republiky po jeho délce. Existence jediné tratě – Košicko-bohumínské dráhy, nevyhovovala kapacitním ani strategickým požadavkům a tak bylo rozhodnuto o vytvoření Jihoslovenské transverzály. Realizace spojení jihozápadu s východem země přes Zvolen a Rožňavu měla proběhnout propojením již existujících tratí a vybudováním nového úseku u Rožňavy s tunelem pod Jablonovským sedlem. Realizaci záměru však překazila vídeňská arbitráž, na jejímž základě byla velká část území, kudy měla trať vést, zabraná Maďarskem. 
Po ukončení druhé světové války a obnovení původních hranic byla znovu nastolena i myšlenka původního propojení tratí. Nárůstem přepravy se SSSR vznikla potřeba rozšířit kapacitu Košicko-bohumínské dráhy a vybudováním alternativního propojení této trati odlehčit. Jablonovský tunel, který byl hlavní stavbou na chybějícím úseku mezi Rožňavou a Turňou nad Bodvou, je dlouhý 3148 metrů a jeho výstavba začala 27. října 1951. Tunel byl budován modifikovanou rakouskou tunelovací metodou a předán do užívání 23. ledna 1955, ačkoli dokončen byl již na podzim 1954. 
Nový tunel tak propojením stávajících tratí vytvořil jižní magistrálu, která spolu se středoslovenskou transverzálou a severněji trasovanou tratí družby dodnes tvoří hlavní železniční propojení východu a západu Slovenska.
Podle informací z ledna 2014 by se v roce 2015 měla 50 metrů pod tunelem začít výstavba silničního tunelu Soroška na R2. V červenci 2015 byl jako datum začátku uváděn rok 2016.